# Somatidia pulchella
Somatidia pulchella là một loài bọ cánh cứng trong họ Cerambycidae.